# Lewis Bush
(en) Statistiques sur pro-football-reference
Lewis Fitzgerald Bush (né le 2 décembre 1969 à Atlanta et mort le 8 décembre 2011) est un joueur américain de football américain.

## Enfance
Bush étudie à la Washington High School de Tacoma.

## Carrière

### Université
Il entre à l'université d'État de Washington où il intègre l'équipe de football américain des Cougars.

### Professionnel
Lewis Bush est sélectionné au quatrième tour du draft de la NFL de 1992 par les Chargers de San Diego au quatre-vingt-neuvième choix. Il fait d'abord deux saisons comme remplaçant avant de décrocher le poste de titulaire en 1995, interceptant sa première passe, une de Mike Tomczak contre les Steelers de Pittsburgh.
Après la saison 1999, il est laissé libre par les Chargers et signe avec les Chiefs de Kansas City. Il a quelques difficultés à s'imposer dans cette équipe. Lors de sa première saison sous son nouveau maillot, il intercepte une passe de Ryan Leaf, contre son ancienne équipe de San Diego. Après la saison 2002, il prend sa retraite.

## Après le football
Dès la fin de sa carrière, il s'investit comme analyste et commentateur des matchs des Chargers de San Diego sur les ondes de la radio KIOZ

## Mort
Le 8 décembre 2011, Lewis Bush décède d'une crise cardiaque.